# Andreas Randel

Noter till en ”Konsertouvertyr” av Andreas Randel, arrangerad för fyrhändigt piano och publicerad i Musikaliskt Lördags-Magazin 1839.
Sidhuvudet:
N:o 12 & 13 År 1839.
MUSIKALISKT LÖRDAGS-MAGAZIN
Lördagen d. 30 Martii
Prenumeration emottages à 8 Sk. N:r, eller 2 Rd. 8Sk.B:co för Qvartalet i Musik- och Bokh:r i Stockh. och med tillökn. af vanligt Postförv:arfvode på Post-Cont. och hos H:rr Bokh:s Commisionärer i Landsorten. Lösa N:r 12 SkB:o
Uttydes:
Prenumeration emottages à 8 skilling per nummer, eller 2 riksdaler och 8 skilling banco för ett kvartal i bokhandlar i Stockholm och med tillägg av vanligt postförvaltararvode på postkontor och hos herrar bokhandelskommissionärer i landsorten. Lösa nummer 12 skilling banco.

Andreas Randel, född 6 oktober 1806 i Stockebromåla i Ramdala socken, död 27 oktober 1864 i Stockholm, var en svensk kompositör och violinist. Han var farfar till Ane Randel.

## Biografi
Randel tog sitt efternamn efter Ramdala socken och han hette ursprungligen Pettersson. Randel arbetade som konsertmästare vid Operan, regementsmusiker och var professor vid Kungliga Musikaliska Akademien när han avled. Randel lärde sig spela polskor och psalmer på en fiol som han fick av en kringvandrande spelman. 1818 kom han till Karlskrona där han uppmärksammades för sin talang, bland annat av friherre Gerhard De Geer, som uppfostrade honom tillsammans med sina egna söner. 1821 fick han med stöd av kronprins Oscar, resa till Paris för att studera violinspel för Pierre Baillot och komposition för Luigi Cherubini.
Han kom tillbaka till Stockholm med höga betyg 1828, och fick genast anställning som violinist. 1838 blev han andre konsertmästare i hovkapellet och 1861 förste kapellmästare. Sedan 1844 hade han varit violinlärare och sedan 1859 professor vid  Kungliga Musikaliska Akademien, där han blev ledamot 1837. Under flera år var han verksam som musikdirektör vid Andra livgrenadjärregementet och mellan 1853 och 1862 var han ledare för Par Bricoles sångkör. År 1858 genomförde han en konsertresa till Tyskland och Frankrike
Randel komponerade eller arrangerade musik till 20 dramatiska stycken, bland annat Macbeth, Deborah, Torkel Knutsson, Ung-Hanses dotter och F. A. Dahlgrens Värmlänningarna, till vilken han bidrog genom att dels arrangera musiken och dels komponera flera av sångerna i folkton samt ouvertyren. Han skrev dessutom flera orkesterverk, bland annat en sorgmarsch vid Oscar I:s begravning och en Jubeluvertyr vid Karl XV:s bröllop. Därutöver skrev han tre violinkonserter, två fantasier över svenska folkvisor, tre stråkkvartetter och flera solostycken för violin samt tonsatte Snabba äro livets stunder, Ren sig kvällen synes höja och flera manskvartetter liksom en mängd solosånger.
Andreas Randel är begravd på Norra Kyrkogården i Stockholm.
År 1994 bildades stiftelsen Randel-Sällskapet i Ramdala med syfte att hålla hans namn levande i födelseorten.

## Musikverk
- Stråkkvartett.[7]
- Svensk folkvisa med variationer för violin. Tillägnad hovmarskalken Gerhard de Geer. Uppförd juli 1829 i Norrköping, 1829 i Karlskrona och tisdag 27 december 1830 i Linköping.[7]
- Variationer och polonäs på ett norskt tema för violin. Tillägnad Prins Karl. Uppförd januari 1829, 1831, 1829 i Norrköping, 1829 i Karlskrona och 1829 i Ronneby.[7]
- Violinkonsert. Uppförd tisdag 27 december 1830 i Linköping.[7]